# Ma On Shan (berg i Hongkong)
Ma On Shan (kinesiska: 馬鞍山) är ett berg i Hongkong (Kina). Det ligger i den norra delen av Hongkong. Toppen på Ma On Shan är 383 meter över havet. Ma On Shan ingår i Ngau Ngak Shan.
Terrängen runt Ma On Shan är huvudsakligen kuperad, men åt sydost är den platt.  Centrala Hongkong ligger 16,8 km sydväst om Ma On Shan. I omgivningarna runt Ma On Shan växer i huvudsak städsegrön lövskog.